# Eutelia viridinota
Eutelia viridinota är en fjärilsart som beskrevs av Swinhoe 1895. Eutelia viridinota ingår i släktet Eutelia och familjen nattflyn. Inga underarter finns listade i Catalogue of Life.